# Asiana Airlines
Asiana Airlines (korejski:아시아나 항공, Asiana Hanggong; nekad Seoul Airlines) je uz Korean Air jedan od dva glavna zračna prijevoznika iz Južne Koreje. Sjedište tvrtke je u zgradi Asiana Town u Seoulu. Imaju dva glavna središta. Za domaće letove to je Gimpo International Airport dok za međunarodne letove koriste Incheon International Airport. Kao član udruženja Star Alliance, lete prema 14 domaćih i 90 međunarodnih putničkih odredišta, dok u prijevozu tereta imaju 27 odredišta u Aziji, Europi, Sjevernoj Americi i Oceaniji. U prosincu 2012. tvrtka je imala 9.595 zaposlenih. Asiana Airlines je najveći dioničar u niskotarifnom zračnom prijevozniku Air Busanu. Asiana je trenutno službeni sponzor nogometne reprezentacije Južne Koreje.
Asiana Airlines je osnovana 1988. godine i tako postala konkurent dotadašnjem monopolistu na korejskom tržištu, Korean Airu. Prvi let je ostvaren u prosincu iste godine s Boeingom 737 za grad Busan. Prvi međunarodni letovi su uspostavljeni 1990. godine i to za Tokio i Fukuoku. Ostvarivali su brz rast te su, nakon samo dvije godine postojanja, u floti imali devet zrakoplova Boeing 747-400, deset Boeing 767-300 i osam Boeing 737-300.

## Flota
Asiana Airlines flota se sastoji od sljedećih zrakoplova (26. listopada 2016.).
* P, J i Y su kodovi koji označavaju klasu sjedala u zrakoplovima, a određeni su od strane Međunarodne udruge za zračni prijevoz.

## Nesreće i incidenti
- 26. srpnja 1993., Asiana Airlines let 733, Boeing 737–500 (HL7229) srušio se zbog lošeg vremena nekoliko kilometara prije piste u gradu Mokpou nakon nekoliko neuspješnih pokušaja slijetanja. Poginulo je 66 putnika i dva člana posade.[5]
- 11. studenoga 1998., Asiana Airlines Boeing 747-400 je pri okretanju na pisti zračne luke Ted Stevens u gradu Anchorage udario krilom u Aeroflotov Ilyushin Il-62. Nitko nije ozlijeđen. Ruski zrakoplov je oštećen u toj mjeri da je morao biti otpisan.[6]
- 28. srpnja 2011., Asiana Airlines let 991, Boeing 747-400F se srušio u Tihi ocean nakon što su prijavili požar u teretnom prostoru.[7]
- 6. srpnja 2013., Asiana Airlines lett 214, Boeing 777-200ER (HL7742) na letu iz Seoula za San Francisco srušio se u blizini sletne staze u San Franciscu pri čemu su poginule 3 osobe od 307, koliko je bilo u zrakoplovu.[8]